# Estnische Verfassung von 1992

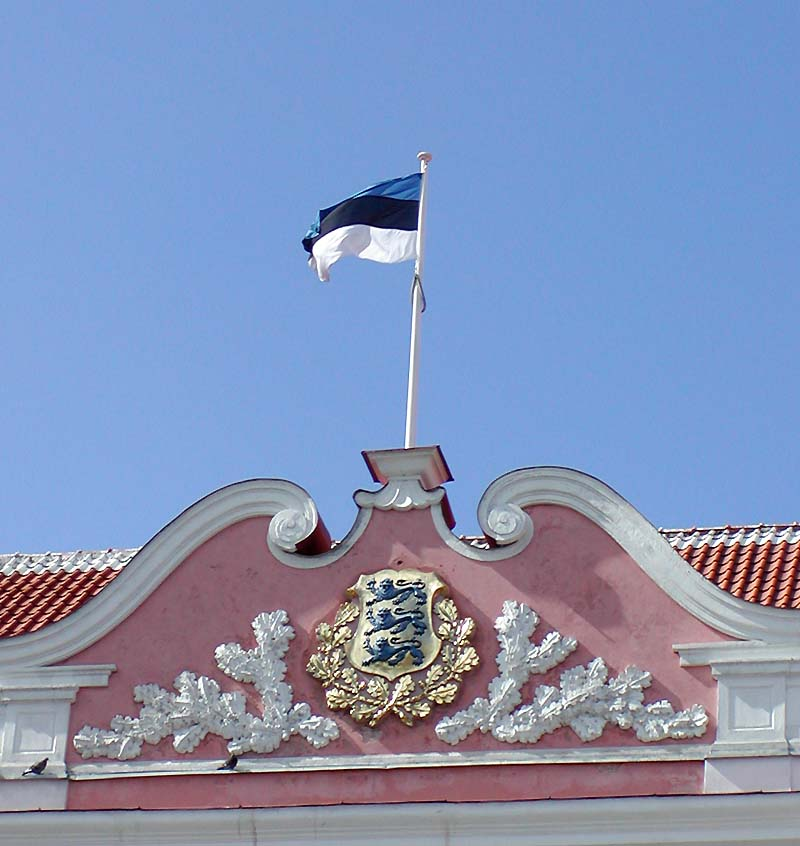
Flagge und Staatswappen der Republik Estland am Parlamentsgebäude in Tallinn.

Das Grundgesetz der Republik Estland (estnisch Eesti Vabariigi põhiseadus) ist seit 1992 die estnische Verfassung. Das Grundgesetz wurde am 28. Juni 1992 durch eine Volksabstimmung verabschiedet und trat am 3. Juli 1992 in Kraft.

## Entstehungsgeschichte
Am 24. Februar 1918 erlangte Estland seine staatliche Unabhängigkeit von Russland. 1920 wurde das erste Grundgesetz der Republik Estland erlassen. Im Oktober 1933 wurde eine neue Verfassung erlassen, die am 24. Januar 1934 in Kraft trat. Sie galt bis zum Inkrafttreten eines neuen Grundgesetzes am 1. Januar 1938.
1940 besetzte die Sowjetunion die Republik Estland. Estland verlor damit de facto seine staatliche Selbständigkeit. Das Land wurde als Estnische Sozialistische Sowjetrepublik dem sowjetischen Staatsverband einverleibt. Die meisten westlichen Staaten (u. a. die Vereinigten Staaten von Amerika und die Bundesrepublik Deutschland) erkannten die Besetzung Estlands völkerrechtlich nicht an. Am 24. Februar 1990 beschloss der Oberste Sowjet in Tallinn die Streichung des Machtmonopols der Kommunistischen Partei aus Artikel 6 der Verfassung.
Am 20. August 1990 erklärte Estland die Loslösung von der Sowjetunion und die Wiederherstellung seiner staatlichen Souveränität. Eine verfassungsgebende Versammlung arbeitete vom 13. September 1991 bis 10. April 1992 ein neues Grundgesetz aus. Es wurde durch eine Volksabstimmung am 28. Juni 1992 mit einer Mehrheit von 91,1 % der Abstimmenden angenommen und trat wenige Tage später auf der Grundlage von § 1 der estnischen Verfassung von 1938 in Kraft.
Die neue Verfassung greift viele Elemente der estnischen Verfassungen von 1920 und 1938 auf. Sie versucht, einen Mittelweg zwischen der Schwäche der im extremen Parlamentarismus verankerten Verfassung von 1920 und den autoritären Zügen der ganz auf die Exekutive ausgerichteten Verfassungen von 1934 und 1938 zu gehen. Die Erfahrungen mit der Sowjetunion bilden einen weiteren Hintergrund der freiheitlich-demokratischen Verfassungsordnung.

## Aufbau
Die estnische Verfassung von 1992 ist eine moderne europäische Verfassung, die starke Inspiration aus dem Grundgesetz für die Bundesrepublik Deutschland erfahren hat. Sie gliedert sich in eine Präambel und 15 Abschnitte (peatükk). Nach allgemeinen Staatsgrundsätzen werden die Grundrechte garantiert. Danach folgen das Staatsorganisationsrecht, das Gesetzgebungsverfahren, die Haushaltsgrundsätze, die völkerrechtlichen Beziehungen und die Grundzüge der Wehrverfassung. In den anschließenden Abschnitten sind die Justizgrundrecht und die kommunale Selbstverwaltung garantiert. Artikel 15 enthält Vorschriften zur Änderung des Grundgesetzes.

### Gliederung
| Abschnitt | §§      | Deutsch                                            | Estnisch                             |
|           |         | (Präambel)                                         | (Preambula)                          |
| 1         | 1-7     | Allgemeine Grundsätze                              | Üldsätted                            |
| 2         | 8-55    | Grundrechte, Freiheiten und Pflichten              | Põhiõigused, vabadused ja kohustused |
| 3         | 56-58   | Volk                                               | Rahvas                               |
| 4         | 59-76   | Parlament                                          | Riigikogu                            |
| 5         | 77-85   | Staatspräsident                                    | Vabariigi President                  |
| 6         | 86-101  | Regierung                                          | Vabariigi valitsus                   |
| 7         | 102-110 | Gesetzgebung                                       | Seadusandlus                         |
| 8         | 111-119 | Finanzen und Staatshaushalt                        | Rahandus ja riigieelarve             |
| 9         | 120-123 | Auswärtige Beziehung und völkerrechtliche Verträge | Välissuhted ja välislepingud         |
| 10        | 124-131 | Landesverteidigung                                 | Riigikaitse                          |
| 11        | 132-138 | Rechnungshof                                       | Riigikontroll                        |
| 12        | 139-145 | Rechtskanzler                                      | Õiguskantsler                        |
| 13        | 146-153 | Gericht                                            | Kohus                                |
| 14        | 154-160 | Kommunale Selbstverwaltung                         | Kohalik omavalitsus                  |
| 15        | 161-168 | Änderung des Grundgesetzes                         | Põhiseaduse muutmine                 |

## Inhalt

### Präambel
Die Präambel ist ein rechtlich verbindlicher Teil der estnischen Verfassung. Sie enthält das unwiderrufliche Recht zur staatlichen Selbstbestimmung des estnischen Volkes auf der Grundlage von Freiheit, Gerechtigkeit und Recht. Die Präambel betont die ununterbrochene staatliche Kontinuität der Republik Estland von 24. Februar 1918 bis heute.

### Grundrechte
In den Paragraphen 8 bis 55 sind die grundlegenden Menschen- und Bürgerrechte garantiert. Sie sind unmittelbar geltendes Recht. Die Grundrechte dürfen nur in Übereinstimmung mit dem Grundgesetz eingeschränkt werden. Die Prinzipien des demokratischen und sozialen Rechtsstaats werden garantiert.
Sie schützen Leben und körperliche Unversehrtheit, das Recht auf freie Entfaltung der Persönlichkeit, die Freiheit der Person, die Meinungsfreiheit, das Post- und Fernmeldegeheimnis, den Schutz von Familie und Privatsphäre, die Berufsfreiheit und das Recht auf materielles und geistiges Eigentum. Die Verfassung garantiert die Freiheit des Glaubens und der Weltanschauung, die Freiheit der Kunst und die Freiheit von Wissenschaft und Forschung. Die Vereinigungsfreiheit und das Recht auf Bildung von Gewerkschaften werden ebenso wie das Petitionsrecht verbrieft. Jedem Esten wird die Freiheit zur Ausreise aus Estland zugestanden.
Leistungsrechte betreffen den Schutz der Gesundheit, die Gewährleistung der Sozialhilfe sowie die soziale Unterstützung kinderreicher Familien und der Behinderten, außerdem das Recht auf Bildung. Das Bildungssystem steht unter der Aufsicht des Staates.
Die Staats- und Verwaltungssprache ist Estnisch. In Gebieten, in denen die Hälfte der Bevölkerung einer Minderheit angehört, kann sich diese in ihrer Sprache an die Behörden wenden und hat das Recht auf eine Antwort in derselben Sprache. Jeder hat das Recht, seine Zugehörigkeit zu einer nationalen Gruppe zu bewahren. Minderheiten wird die Bildung von Selbstverwaltungskörperschaften nach dem Gesetz über die Kulturautonomie garantiert.
Als Pflichten des einzelnen nennt die Verfassung den Schutz der Natur. Daneben ist jeder estnische Staatsangehörige zur Treue gegenüber der verfassungsmäßigen Ordnung sowie zur Verteidigung der estnischen Selbständigkeit verpflichtet.

### Staatsorganisationsrecht
Estland ist ein Einheitsstaat ohne föderale Gliederung.
Alle Staatsgewalt geht vom Volke aus. Sie wird in Wahlen und Abstimmungen ausgeübt (§ 56). Wahlberechtigt ist jeder estnische Staatsangehörige, der das 18. Lebensjahr vollendet hat (§ 57). Die Wahlen zum Parlament sind allgemein, direkt, frei und geheim.
Estland hat ein Einkammersystem. Die gesetzgebende Gewalt liegt ausschließlich beim Parlament (Riigikogu). Es hat 101 Mitglieder, die nach den Grundsätzen der Verhältniswahl bestimmt werden (§ 60). Wählbar ist jeder estnische Staatsbürger, der das 20. Lebensjahr vollendet hat. Die Legislaturperiode beträgt vier Jahre.
Die Sitzungen des Parlaments sind öffentlich, wenn nicht eine Mehrheit von zwei Drittel seiner Mitglieder das Gegenteil beschließt (§ 72). Die Abgeordneten sind bei Abstimmungen frei und nur ihrem Gewissen unterworfen. Sie genießen Immunität vor strafrechtlicher Verfolgung. Das Parlament beschließt die Gesetze und den Staatshaushalt. Es ratifiziert die völkerrechtlichen Verträge Estlands.
Dem Parlament kommen die wichtigsten Wahlfunktionen im Staate zu. Es hat die Aufgabe, den Staatspräsidenten für eine Amtszeit von fünf Jahren zu wählen. Dessen anschließende Wiederwahl ist nur einmal zulässig (§ 79).
Das Parlament wählt auf Vorschlag des Staatspräsidenten mit einfacher Mehrheit den Ministerpräsidenten, der daraufhin seine Regierung bildet (§ 89). Der Regierung obliegt die exekutive Gewalt in Estland. Sie ist dem Parlament rechenschaftspflichtig. Das Parlament kann dem Ministerpräsidenten oder einem einzelnen Minister jederzeit das Misstrauen aussprechen, was dessen Rücktritt zur Folge hat. Die Amtszeit der Regierung endet automatisch mit dem Ende der Legislaturperiode.
Das Parlament wählt darüber hinaus die Richter des Staatsgerichtshofs (Riigikohus), den Präsidenten des Rechnungshofs (riigikontrolör), den Rechtskanzler (õiguskantsler), den Präsidenten der Eesti Pank und die Mitglieder des estnischen Zentralbankrates sowie den militärischen Befehlshaber der estnischen Streitkräfte (kaitseväe juhataja) (§ 65).

### Gerichtsverfassung
Die rechtsprechende Gewalt ist ausschließlich den Gerichten übertragen (§ 146). Die Richter sind unabhängig und nur dem Gesetz unterworfen. Sie dürfen nur wegen eines Verbrechens auf Vorschlag des Staatsgerichtshofs vom estnischen Staatspräsidenten entlassen werden (§ 153).
Der Instanzenzug ist dreistufig mit Land- und Stadtgerichten bzw. Verwaltungsgerichten in erster Instanz, Kreisgerichten in zweiter Instanz und dem Staatsgerichtshof als höchster Instanz (§ 148). Ausnahmegerichte sind unstatthaft.

### Verfassungsänderung
Ein Gesetzentwurf zur Änderung der Verfassung kann von einem Fünftel der Mitglieder des Parlaments oder vom Staatspräsidenten eingebracht werden. Das Verfahren zur Verfassungsänderung ist kompliziert: Der Antrag muss vom Parlament in zwei aufeinander folgenden Legislaturperioden mit Mehrheit der gesetzlichen Mitgliederzahl wortgleich beschlossen werden, außer der Änderungsentwurf wurde in einer Volksabstimmung gebilligt, die vom Parlament mit einer Mehrheit von drei Fünfteln der gesetzlichen Mitgliederzahl beschlossen worden war. Die Abschnitte 1 und 15 der Verfassung können nur durch Volksabstimmung geändert werden.
Daneben hat das Parlament die Möglichkeit, auf Antrag von vier Fünfteln seiner gesetzlichen Mitgliederzahl eine Verfassungsänderung bereits während einer Legislaturperiode anzunehmen, ohne dass es in diesem Fall einer zweiten Parlamentsabstimmung in der kommenden Legislaturperiode bedarf. Bei der Abstimmung über den Änderungsvorschlag im Schnellverfahren ist dann eine Mehrheit von drei Fünfteln der Abgeordneten erforderlich.

## Texte
- Originaltext
- Übersetzung ins Deutsche
- Übersetzung ins Englische